# Daniel Tosh
Daniel Tosh est un humoriste américain.

## Biographie
Il est le fondateur de la série télévisée humoristique Tosh.0 (en) à l'été 2009, attirant des millions de téléspectateurs à chaque épisode. La série s'arrête après douze saisons. Il crée ensuite le podcast Tosh Show.